# Beaufort (Giura)
Beaufort è un comune francese di 1 042 abitanti situato nel dipartimento del Giura nella regione della Borgogna-Franca Contea.

## Società

### Evoluzione demografica
Abitanti censiti